# Centro Safa Palatino
Il Centro Safa Palatino è un centro di produzione televisiva dal quale vanno in onda i programmi di informazione delle reti Mediaset realizzati a Roma.
È situato a Roma in Piazza Santi Giovanni e Paolo 8 ed è uno dei quattro centri di produzione Mediaset, insieme al Centro di Produzione Mediaset di Cologno Monzese, il Centro Titanus Elios di Roma e al Technology Operative Center di Segrate.
Teatro di importanti varietà e programmi di intrattenimento del gruppo Fininvest tra gli anni ottanta e novanta, dagli anni 2000 è la sede romana delle trasmissioni di informazione delle reti Mediaset. Fino agli anni settanta era uno stabilimento cinematografico.

## Storia
Il centro fu per lungo tempo, dalla fine degli anni trenta fino alla fine degli anni settanta, di proprietà della S.A.F.A. Palatino (Società Azionaria Film Artistici) ed era sede di tre teatri di posa in cui si sono realizzate svariate produzioni cinematografiche.
La prima sede dello stabilimento, ai tempi denominato Palatino Film, era in via Mondovì 33 e fu distrutta da un incendio nel 1948, durante il montaggio del film Ladri di biciclette. Il centro era controllato dalla Gaumont e dalla Cineriz.
Nella metà degli anni ottanta passa alla Finmedia e a Silvio Berlusconi, che restaura tutta la struttura e la riconverte in centro di produzione televisiva per le tre reti del gruppo Fininvest (che poi diventerà Mediaset nel 1996), divenendo dunque la sede principale di produzione del gruppo a Roma, con tre studi e le relative sale audio, regia e locali riservati alle redazioni dei vari programmi TV ivi trasmessi. 

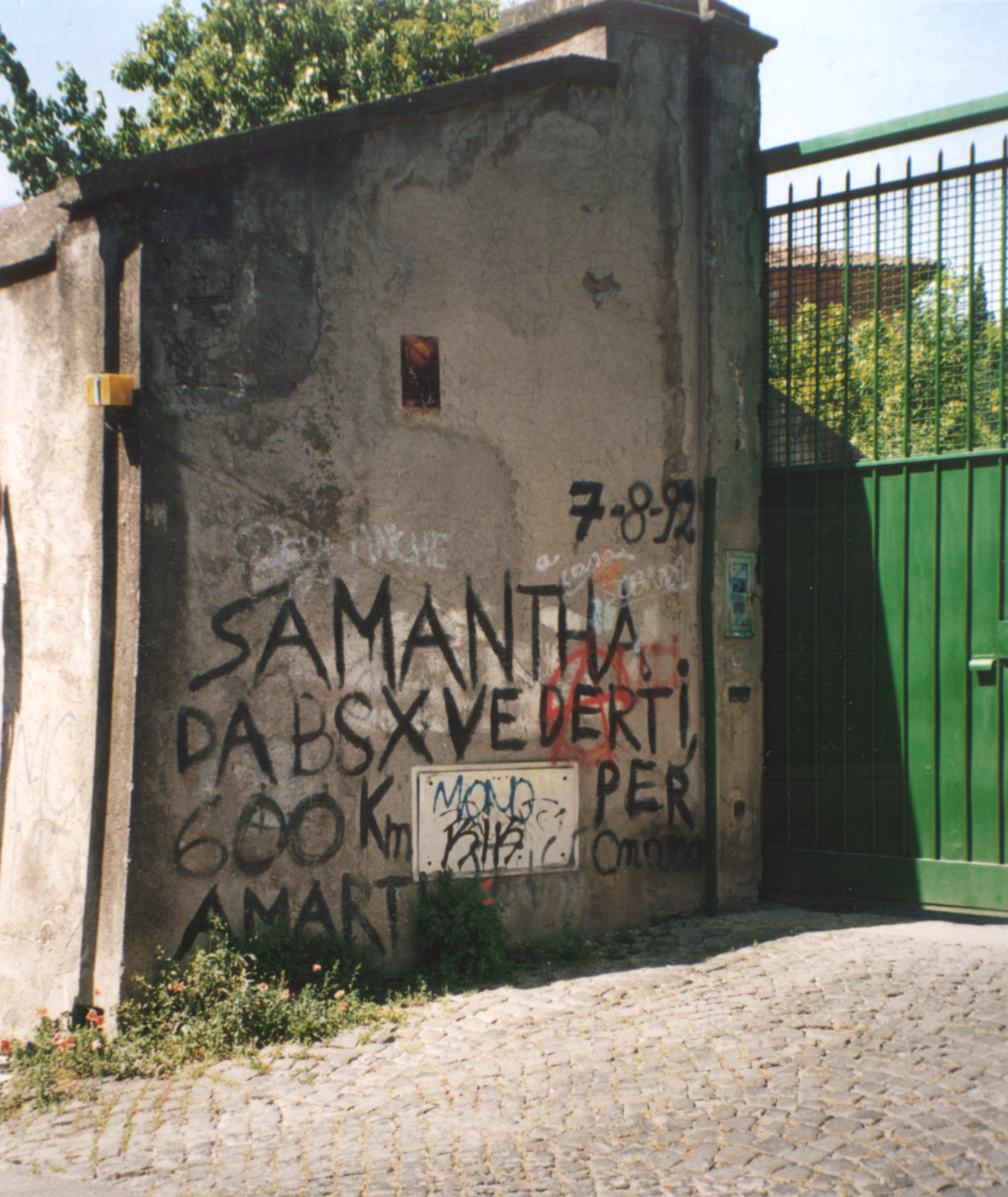
Nei pressi del Centro Safa Palatino, la scritta sul muro era dedicata a Samantha Dell'Acqua, una delle protagoniste di una trasmissione realizzata nel centro, Non è la Rai.

Nel 2004 viene completato il nuovo centro di produzione news di Roma Palatino.
La ristrutturazione edile ed impiantistica ha permesso il trasferimento in un unico centro di redazione, studi, sale di montaggio e post produzione del TG5 e delle redazioni romane delle testate giornalistiche del gruppo, la cui sede principale si trova a Milano.

## Descrizione
La struttura è divisa in tre studi di registrazione e le relative sale audio e regia e locali riservati alle redazioni dei programmi.

### Studio 1
Lo studio 1, ristrutturato nel 1986 con 4 miliardi di lire, era all'epoca uno dei più grandi studi televisivi d'Europa con i suoi 1800 metri quadrati d'ampiezza, capace di ospitare anche tre trasmissioni contemporaneamente senza dover smontare le diverse scenografie (ad esempio, nei primi anni novanta era allo stesso tempo il set di Non è la Rai, Forum e Sgarbi quotidiani).
Inaugurato nell'autunno del 1984 per presentare la prima edizione di Buona Domenica da Corrado e Maurizio Costanzo, ne ospitò anche la seconda, e successivamente l'ultima edizione di Premiatissima. Per diversi anni ha ospitato i principali varietà delle reti Fininvest, come la prima edizione televisiva de La Corrida del 1986. Qui inoltre sono stati realizzati Festival, Il principe azzurro, Forum, Fascination, Ewiva, Finalmente venerdì, Buon compleanno Canale 5, Stasera Beatles, Non è la Rai ed i suoi spin-off, Ciao Mara, Casa Castagna e la prima edizione di Uomini e donne.
Dal 2002, in seguito al nuovo intervento di ristrutturazione che ne ha ridotto notevolmente le dimensioni per poter ospitare la redazione del TG5 (trasferitasi dalla palazzina sull'Aventino) ed alla decisione dell'azienda di concentrarvi le trasmissioni di informazione realizzate a Roma delle tre reti Mediaset, divenne il luogo di trasmissione di programmi come Quarto grado (fino al 2013), Domenica Live (edizione 2012-2013), Matrix, Quinta colonna (dal 2013 al 2018) e Ieri oggi italiani (da marzo a maggio 2018)
Le produzioni d'intrattenimento realizzate a Roma furono completamente trasferite al Centro Titanus Elios e, all'occorrenza, anche a Cinecittà.

### Studio 2
Lo studio 2 è più piccolo rispetto allo studio 1, ed era utilizzato in passato per programmi come i game-show Il pranzo è servito e Cari genitori, La giostra, Cos'è cos'è, La Corrida, Moby Dick ed il talk show Amici, per poi diventare lo studio del TG5.
A partire dagli anni duemila ospita anche i collegamenti da Roma con i programmi Videonews in onda da Milano e vanno in onda alcune rubriche, la versione serale e saltuariamente mattutina (o nei casi in cui lo studio 15 di Cologno Monzese  è occupato da altre produzioni) di TGcom24.

### Studio 3
Lo studio 3 è stato per un periodo lo studio di Forum, poi del TG5 e infine, dopo il passaggio del telegiornale nello studio 2, è diventato un archivio.

## Studi e programmi
Studi e programmi dalla stagione televisiva 2024/2025:
- Studio 1 (HD): Quarta Repubblica, Pomeriggio Cinque, Pomeriggio Cinque News, È sempre Cartabianca, È sempre Cartabianca di domenica
- Studio 2 (HD): TG5, TGcom24, Diario del giorno[8]

## Ubicazione
Il centro di produzione è situato in pieno centro storico di Roma, non molto distante dal Colosseo. A differenza di quanto suggerirebbe il nome, è situato non sul colle del Palatino bensì su quello, attiguo, del Celio.
Nel 1986, pochi mesi dopo l'intervento di restauro che rese operativi gli studi, vi fu una polemica relativa all'area interessata, la cui destinazione d'uso venne cambiata da "verde pubblico" a "particolare interesse archeologico", il che fece pensare a un futuro eventuale esproprio dell'area. La Soprintendenza sosteneva infatti che lo stabile insistesse su una zona con resti di antiche domus.